# Judaísmo reconstruccionista
El judaísmo reconstruccionista es una corriente judía de corte progresista. Este movimiento judío moderno entiende el judaísmo como una civilización que evoluciona progresivamente.  Fue fundada en 1968 en los Estados Unidos por el rabino Mordecai Kaplan (1881-1983) e Ira Eisenstein sobre una base ideológica elaborada entre los años 1920 y los años 1940. Se encuentra presente fundamentalmente en los Estados Unidos y, en menor medida, en Canadá.
Su origen se encuentra en la rama del judaísmo conservador antes de que se desperdigara. Es la más tardíamente individualizada y también la que cuenta con menos adherentes oficiales. El movimiento se desarrolló durante fines de los años 1920 y los años 1940, y en 1968 se estableció una escuela rabínica.
Dentro del movimiento existe una diversidad teológica sustancial. La Halajá no es considerada obligatoria, pero es tratada como un remanente cultural valioso que debe ser mantenido a menos que exista una razón para hacer lo contrario. El movimiento enfatiza las visiones positivas con respecto al modernismo y propone un enfoque de la tradición judía, cuyo objetivo es la toma de decisiones comunales a través de un proceso de educación y destilación de valores de las fuentes tradicionales judías.